# スービック海軍基地
スービック海軍基地（スービックかいぐんきち、Subic Bay Naval Base）は、フィリピンのルソン島中西部、サンバレス州オロンガポのスービック湾に存在する軍事基地。一時はアジア最大のアメリカ海軍基地であった。

## 歴史
1884年にスペインがスービックを海軍基地として利用しはじめ、1898年の米西戦争でアメリカ合衆国に管理権が移ったあと、アメリカ海軍の海軍基地として使用された。
第二次世界大戦に際しては太平洋戦争開戦後の1942年に日本軍に占領されたが、1945年8月に戦争が終結すると共にアメリカ軍により取り戻された。1947年3月14日、アメリカとフィリピンは1991年9月までスービック海軍基地の使用を規定した軍事基地協定を調印した。
以後も東アジアにおけるアメリカの重要な軍事拠点となり、1975年のベトナム戦争時は重要な出撃地の1つであった。
基地の使用期限延長に関する交渉中の1991年4月、ピナトゥボ山が活動し始め、6月に大噴火した。スービック海軍基地はピナトゥボ山の近くにあったクラーク空軍基地の兵員の大半とその家族の避難場所になったが、屋根に降り積もった火山灰の重さで建物が倒壊して死者が出るなどの被害を受けた。アメリカ軍はクラーク空軍基地の放棄を決定する一方、スービック海軍基地については10年間の使用期限延長を望んだが、フィリピン上院は拒絶し、両基地は1991年11月26日に返還された。アメリカ軍の基地撤収後、跡地の大部分はフィリピンのスービック経済特別区 (SBFZ) に転換された。
その後、ソビエト連邦の崩壊、東沙諸島や中沙諸島の岩礁を他国に奪われるといった戦略状況の変化があり、フィリピン政府は、2015年の発表で南シナ海での中華人民共和国による環礁埋め立て強行に対応するため、新たに導入したFA-50戦闘機と数隻のフリゲート艦をスービック地域に再配備すると発表した。2015年からはアメリカ海軍も小規模ながら利用を再開している。